# Mormyrops caballus
Mormyrops caballus är en fiskart som beskrevs av Pellegrin 1927. Mormyrops caballus ingår i släktet Mormyrops och familjen Mormyridae. Inga underarter finns listade i Catalogue of Life.